# Vrbičany (district de Kladno)
Pour les articles homonymes, voir Vrbičany.
Vrbičany (en allemand : Weidhöfler) est une commune du district de Kladno, dans la région de Bohême-Centrale, en République tchèque. Sa population s'élevait à 214 habitants en 2020.

## Géographie
Vrbičany se trouve à 15 km à l'est-sud-est de Louny, à 21 km au nord-ouest de Kladno et à 41 km au nord-ouest de Prague.
La commune est limitée par Vraný au nord, par Páleč à l'est, par Klobuky au sud et par Peruc à l'ouest.

## Histoire
La première mention écrite de la localité date de 1318.